# جورج إي. كروذرز
جورج إي. كروذرز (بالإنجليزية: George E. Crothers) هو محامي وقاضي أمريكي، ولد في 27 مايو 1870، وتوفي في 16 مايو 1957.